# Euetheola latipennis
Euetheola latipennis är en skalbaggsart som beskrevs av Gilbert John Arrow 1911. Euetheola latipennis ingår i släktet Euetheola och familjen Dynastidae. Inga underarter finns listade i Catalogue of Life.